# Pitar simpsoni
Pitar simpsoni is een tweekleppigensoort uit de familie van de Veneridae. De wetenschappelijke naam van de soort is voor het eerst geldig gepubliceerd in 1895 door Dall.